# Бадендорф
Бадендорф (њем. Badendorf) општина је у њемачкој савезној држави Шлезвиг-Холштајн. Једно је од 55 општинских средишта округа Штормарн. Према процјени из 2010. у општини је живјело 799 становника. Посједује регионалну шифру (AGS) 1062003.

## Географски и демографски подаци
Бадендорф се налази у савезној држави Шлезвиг-Холштајн у округу Штормарн. Општина се налази на надморској висини од 21 метра. Површина општине износи 6,1 km². У самом мјесту је, према процјени из 2010. године, живјело 799 становника. Просјечна густина становништва износи 131 становника/km².